# Concierto heroico
El Concierto heroico para piano y orquesta es una obra para piano y orquesta del compositor español Joaquín Rodrigo, compuesta en 1942. Tras su famoso Concierto de Aranjuez (1939) es su segundo concierto.
La obra surgió de una petición del pianista y amigo del compositor Leopoldo Querol en 1933. Rodrigo, asentado en París por aquellos años y ocupado en otros compromisos, solamente inició el trabajo. En 1939, residiendo en Madrid, retoma el proyecto, concluyéndolo en 1942.
La obra se estrenó el 6 de abril de 1943, con Querol al piano y la Orquesta Nacional de España dirigida por Ernesto Halffter en un concierto ofrecido en Lisboa. La primera audición en España tendría lugar el 22 de octubre del mismo año, en el Teatro español de Madrid.
La obra fue galardonada en 1943 con el Premio Nacional de Composición.

## Propósito y estructura
En el programa de mano del estreno madrileño podemos leer:

Entonces se precisa la intención de escribir un concierto heroico, concebido a manera de vasto poema, gente abstracta de la que el piano fuera protagonista, el héroe, y dividida en cuatro tiempos, cuatro fases distintas encuadradas por la idea de lo heroico.

El compositor manifestó haberse inspirado en  Sagunto, mi patria chica, a cuyas ruinas he dedicado este concierto. También indicó: He querido que el piano fuera el héroe y que la orquesta no le sirviera ni de acompañamiento ni de fondo, sino de estímulo, de acicate, para poder hacer su hazaña pianística, algo así como la razón y el porqué de su empresa.
La obra cuenta con una densa orquestación, inhabitual en los conciertos del compositor. Se compone de tres flautas (tercera doblando flautín), dos oboes, dos clarinetes, dos fagotes, cuatro trompas, dos trompetas, tres trombones, timbales, platillos y cuerda.
El piano ha de sortear no sólo el denso sonido de la orquesta, sino pasajes de gran fuerza y virtuosismo. Se divide en cuatro movimientos, en los que el compositor emplea los símbolos de la espada, la espuela, la cruz y el laurel, respectivamente.
- Allegro con brio. Se inicia valiente y enérgico, como si se tratara de una epopeya. Los toques de clarín incentivan su estilo marcial. Formalmente, es una forma sonata con dos temas, reexponiendo el primero finalizando en una coda triunfal.

- Scherzo. Con un carácter netamente sinfónico, sigue la forma A-B-A, con sonoridades populares.

- Largo. Muy lírico y virtuosístico para el piano, que tiene que afrontar dos cadencias.

- Allegro maestoso. Tiene la forma de un coral, bajo el cual hay un movimiento mantenido, en octavas lanzadas por el piano y figuras contrapuntísticas. La coda retoma material del primer movimiento.

## Revisión
En 1996, el pianista Joaquín Achúcarro revisó el concierto con autorización del compositor, buscando un mayor equilibrio entre solista y orquesta, aligerando la orquestación en los momentos más densos (sin alterar la plantilla prevista por Rodrigo) y evitando repeticiones retóricas. La mayor diferencia se encuentra en el Largo, al suprimirse las dos cadencias.
Esta versión se estrenó por el propio Achúcarro el 22 de noviembre de 1996, día de Santa Cecilia y aniversario del compositor, en el Palau de la Música de Valencia, con la Orquesta Sinfónica de Valencia bajo la dirección de Manuel Gandulf.

## Discografía
- Versión original. Jorge Federico Osorio, piano. Royal Philharmonic Orchestra, Enrique Bátiz (EMI).
- Revisión de Achúcarro (1996). Daniel Ligorio Ferrándiz, piano. Orquesta Sinfónica de Castilla y León, Max Bragado Darman (Naxos).